# 주르나

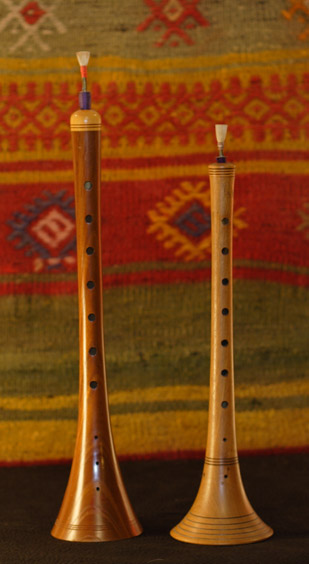

주르나(튀르키예어: zurna ←페르시아어: سرنا sornâ)는 서아시아와 북아프리카에서 쓰이는 목관악기의 일종이다.

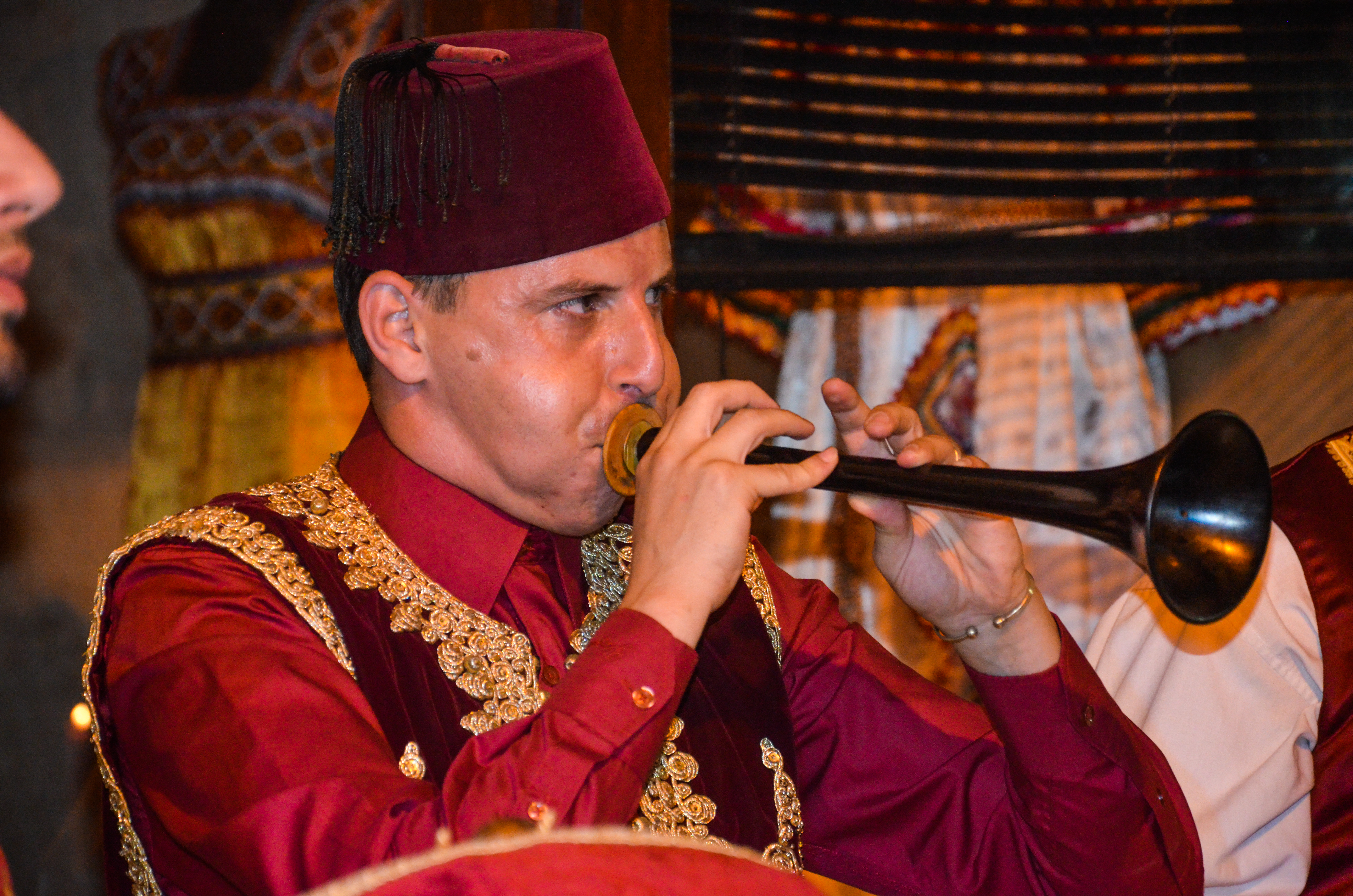

## 같이 보기
- 나이 (악기)